# Altpoderschau
Altpolderschau ist ein Ortsteil von Kriebitzsch im Landkreis Altenburger Land in Thüringen. Von 1957 bis 1973 war der Ort Sitz der Gemeinde Poderschau.

## Lage
Altpoderschau befindet sich etwa 500 Meter westlich von Kriebitzsch und vom südlichen Restloch Zechau vom ehemaligen Kohletagebau entfernt. Die Gemarkung liegt am Rande der Leipziger Tieflandbucht am Übergang zum überlössten Hügelland um Zeitz und Schmölln. Die Landesstraße 1361 führt westlich und die Bundesstraße 180 östlich am Umfeld des Ortsteils vorüber. Im Westen des Orts liegt die Landesgrenze zu Sachsen-Anhalt.

## Geschichte

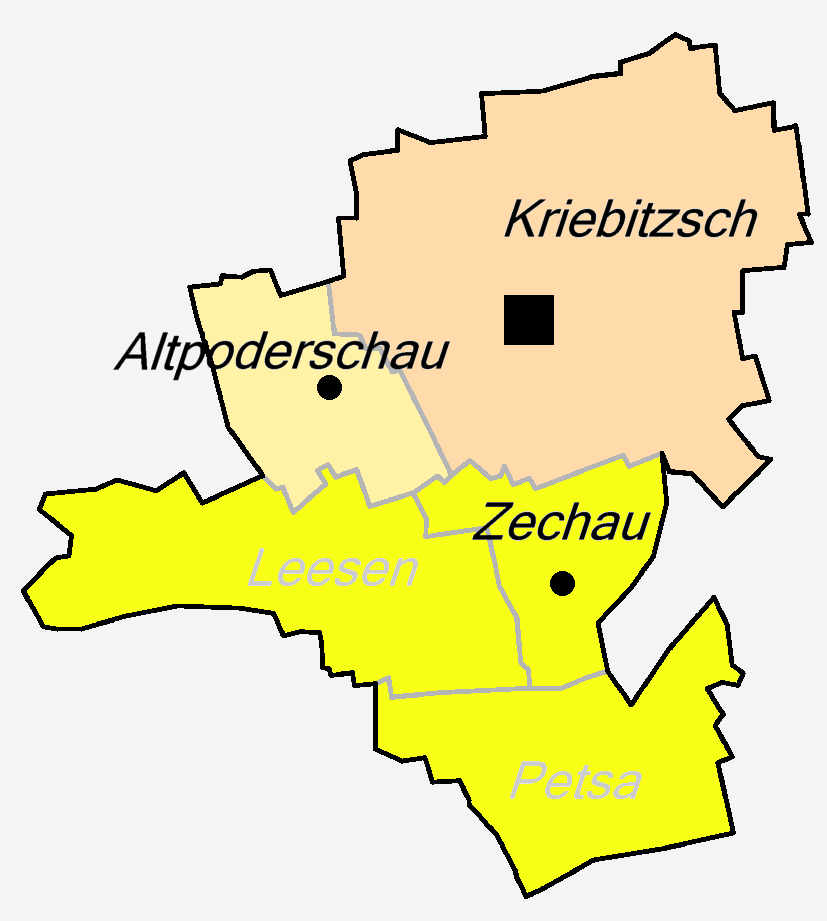
Lage von Altpoderschau in der Gemeinde Kriebitzsch

Im Jahre 1263 fand die urkundliche Ersterwähnung statt. Altpoderschau gehörte zum wettinischen Amt Altenburg, welches ab dem 16. Jahrhundert aufgrund mehrerer Teilungen im Lauf seines Bestehens unter der Hoheit folgender Ernestinischer Herzogtümer stand: Herzogtum Sachsen (1554 bis 1572), Herzogtum Sachsen-Weimar (1572 bis 1603), Herzogtum Sachsen-Altenburg (1603 bis 1672), Herzogtum Sachsen-Gotha-Altenburg (1672 bis 1826). Bei der Neuordnung der Ernestinischen Herzogtümer im Jahr 1826 kam der Ort wiederum zum Herzogtum Sachsen-Altenburg. Nach der Verwaltungsreform im Herzogtum gehörte Altpoderschau bezüglich der Verwaltung zum Ostkreis (bis 1900) bzw. zum Landratsamt Altenburg (ab 1900). Juristisch unterstand der Ort ab 1879 dem Amtsgericht Altenburg, seit 1906 dem Amtsgericht Meuselwitz. Altpoderschau gehörte ab 1918 zum Freistaat Sachsen-Altenburg, der 1920 im Land Thüringen aufging. 1922 wurde der Ort dem Landkreis Altenburg zugeordnet.
Das südlich von Meuselwitz gelegene Altpoderschau gehört zum Meuselwitz-Altenburger Braunkohlerevier. Im Jahr 1871 wurde der „Ernstschacht“ nördlich von Altpoderschau, auch als „Grube 104“ bekannt, bergbehördlich angemeldet. Weiterhin entstand eine Brikettfabrik. Die Veredelungsanlage "Ernst" war zwischen 1905 und 1914 in Betrieb. Südöstlich von Altpoderschau wurde zwischen 1931 und 1959 der Tagebau Zechau, als Tagebau Gertrud III eröffnet, betrieben. Ihm fiel Anfang der 1950er Jahre der Nachbarort Leesen zum Opfer. Nach der Auskohlung entstand dort das renaturierte Restloch Zechau. Der Ernstschacht wurde 1952 stillgelegt.
Bei der zweiten Kreisreform in der DDR wurden 1952 die bestehenden Länder aufgelöst und die Landkreise neu zugeschnitten. Somit kam der Ort mit dem Kreis Altenburg an den Bezirk Leipzig. Am 1. Januar 1957 bildete Altpoderschau mit Neupoderschau die Gemeinde Poderschau, welche am 1. Januar 1973 geteilt wurde. Während Altpoderschau zu Kriebitzsch kam, wurde Neupoderschau nach Meuselwitz eingemeindet. In den 1980er Jahren war die Wiederaufnahme des Braunkohleabbaus geplant, welche aber nicht zur Ausführung kam. Dem geplanten „Tagebau Meuselwitz“ zwischen Meuselwitz und Rositz hätte das gesamte Gemeindegebiet von Kriebitzsch einschließlich der Ortslage Altpoderschau weichen müssen.

## Verkehr
Altpoderschau liegt circa zwei Kilometer westlich der B180.
In Altpoderschau hält nur an Schultagen dreimal am Tag die Buslinie 409. Einen Kilometer entfernt, kurz vor dem Ortseingang von Neupoderschau befindet sich die Haltestelle „Abzweig Altpoderschau“, die meistens stündlich von den Linien 352, 404 und 408 angefahren wird.